# Meighan Desmond
Meighan Desmond é uma atriz da Nova Zelândia.mais conhecida pelo seu papel da Deusa Discordia nos seriados Hercules: The Legendary Journeys, Xena: Warrior Princess e Young Hercules. 

## Biografia
Meighan nasceu em 7 de Setembro de 1977 em Kaitaia, Nova Zelândia. Aos 16 anos se mudou para Auckland e aos 19 anos já havia conhecido Japão, Havaí, Los Angeles, San Diego e México, sendo a razão para falar tão bem o Japonês. Meg sempre gostou de atuar, mas já trabalhou também como assistente de produção e com Efeitos Visuais, as 20 anos Meighan o seu papel que fez mais sucesso na carreira dela a Deusa Discordia onde esa personagem apareceu em 3 Séries,a primeira foi em Xena: Warrior Princess (onde teve 4 Aparições) o spin-off da Série Hercules: The Legendary Journeys (onde teve 7 aparições) no qual ela também participou, e por ultimo em Young Hercules (onde teve 7 aparições).

## Vida Pessoal
Meg atualmente vive casada em Los Angeles.

## Filmes & Televisão
| Ano       | Título                                                      | Personagem                    | Notas       |
| --------- | ----------------------------------------------------------- | ----------------------------- | ----------- |
| 1992      | Shortland Street                                            | Lulu Chatfield                | 1 Episódio  |
| 1997-2000 | Xena: Warrior Princess                                      | Discordia                     | 4 Episódios |
| 1997-1999 | Hercules: The Legendary Journeys                            | Discordia                     | 7 Episódios |
| 1998-1999 | Young Hercules                                              | Discordia                     | 7 Episódios |
| 1998      | When Love Comes                                             | Shelly                        | Filme       |
| 2005      | Mataku                                                      | Sthepanie                     | 1 Episódio  |
| 2005      | As Crónicas de Narnia:O Leão, a Feiticeira e o Guarda-Roupa | Criadora de Efeitos Especiais | Filme       |
| 2008      | As Crónicas de Narnia:Princípe Caspian                      | Coordenadora para localização | Filme       |